# 자라 틴들
자라 앤 엘리자베스 틴들(영어: Zara Anne Elizabeth Tindall, MBE, 1981년 5월 15일~)은 영국의 승마 선수이며, 프린세스 로열 앤과 마크 필립스 사이의 딸이다. 현재 영국 왕위 계승 순위 22위이다. 형제로는 오빠 피터 필립스가 있다.
2006년 BBC의 올해의 스포츠인상 수상자로 선정되었으며, 2007년에는 승마 선수로서의 활동 공헌을 인정받아 대영 제국 훈장 5등급(MBE)을 받았다. 2010년 럭비 선수 마이크 틴들과 약혼했으며, 2011년 7월 30일 결혼했다. 자라 필립스는 승마 선수로서의 경력과 스폰서 계약 등을 고려해 남편의 성을 따르도록 한 왕실 전통을 깨고 결혼 전 성을 그대로 유지했다. 슬하에 딸 미아 틴들, 레이나 틴들, 아들 루카스 틴들이 있다. 
한편, 자라 필립스는 런던 올림픽에 영국 승마 대표팀의 일원으로 출전하여 종합마술 단체전에서 은메달을 획득하기도 하였다.

## 서훈
- 2007년 대영 제국 훈장 5등급(MBE)[1]